# René Schickele
Œuvres principales
René Schickele est un romancier, essayiste et poète alsacien de langue allemande, né à Obernai (aujourd'hui Bas-Rhin) le 4 août 1883 en Alsace alors allemande, et mort le 31 janvier 1940  à Vence (Alpes-Maritimes). Il est membre de l'Académie de Berlin.

## Biographie

### Jeunesse
Son père est issu d'une famille de viticulteurs de Mutzig (Bas-Rhin). Sa mère, francophone, est originaire du Territoire de Belfort. En même temps qu'il poursuit des études d'histoire de la littérature, de sciences et de philosophie, à Strasbourg, Munich, Paris et Berlin, avec quelques amis, il fonde dès 1901 à Strasbourg la revue d'avant-garde Der Stürmer.

### Premiers engagements politiques
Avec ses amis Ernst Stadler et Otto Flake, il s'efforce de promouvoir une « alsacianité de l'esprit » qui met en valeur, dans une perspective européenne, la vocation médiatrice de l'Alsace entre la France et l’Allemagne. Il crée avec eux un cercle artistique et littéraire, Das jüngste Elsaß, afin de promouvoir la culture germanique et dialectale proprement alsacienne. En 1909, Schickele, journaliste à Paris, est fortement impressionné par la personnalité de Jaurès et par son socialisme pacifiste. En dépit des contresens et des procès d'intention, c'est la ligne qu'il s'efforcera de défendre année après année malgré la montée des tensions diplomatiques entre la France et l'Allemagne et le déchaînement, des deux côtés du Rhin, des propagandes nationalistes et bellicistes. En 1911, il devient rédacteur en chef du journal libéral Neue Straßburger Zeitung, fondé par Gustave Stoskopf en 1908. Il mène la lutte pour développer parallèlement les libertés locales et le processus de démocratisation.

### Rupture de la Première Guerre mondiale
Lorsqu'éclate la Première Guerre mondiale, il se retire en Suisse. Directeur de la revue expressionniste Die weißen Blätter, il transforme peu à peu la revue en un organe de l'internationale pacifiste.
En novembre 1918, il est à Berlin où il s'efforce de contribuer à la réalisation de son idéal socialiste et pacifiste. Fidèle à ses principes, il refuse l'idée d’une dictature du prolétariat comme moyen d'instaurer la société nouvelle. L'échec de la Révolution allemande brise en lui le ressort de l'action et l'éloigne de l'engagement politique.

### Œuvres en allemand
Après la guerre, il quitte l'Alsace pour s’établir de l'autre côté du Rhin, à Badenweiler, continuant de se revendiquer pourtant plus que jamais comme « citoyen français und deutscher Dichter » (en français, « et poète allemand »). C'est durant cette période qu'il écrit sa grande trilogie romanesque, Das Erbe am Rhein : Maria Capponi (1926), Blick auf die Vogesen (1927) et Der Wolf in der Hürde (1931).
Malgré sa nationalité française, il est élu à l'Académie de Berlin, en compagnie de Thomas Mann, de Heinrich Mann et d’autres grandes figures de la littérature germanophone de l’époque.

### Retour en France et au français
Pressentant l'avènement du nazisme, il quitte Badenweiler en 1932 pour s'installer en Provence, précisément à Sanary sur mer(Var) au 363 rond point stellamare .                                                         Au travers de son roman "la veuve Bosca" avec une grande sensibilité,et poésie, il va décrire la vie dans le milieu viticole, renouant avec son enfance, tout en y mêlant la dimension dramatique de l'époque.
Pour son dernier roman, Le retour (1938), il revient à la langue maternelle, le français. Il le traduit en allemand l'année suivante sous le titre Heimkehr.

### Héritage
Dans l'esprit de René Schickele, le Cercle René-Schickele, fondé en 1968 par la société Culture et bilinguisme d'Alsace et de Moselle, voudrait devenir une sorte de pont entre les cultures française et allemande. En son honneur a été fondé un prix René-Schickele et son nom a été donné à un collège de Saint-Louis (Haut-Rhin) ainsi qu'à une école primaire située à Mutzig. À l'occasion du soixante-dixième anniversaire de la mort de René Schickele, le Prix du Patrimoine Nathan Katz 2009 a été attribué à Irène Kuhn et Maryse Staiber pour la première traduction française de son livre Himmlische Landschaft, sous le titre Paysages du ciel.

## Ouvrages

### Poésie
- Sommernächte, Strasbourg, 1902.
- Pan, Sonnenopfer der Jugend, Strasbourg, 1902.
- Mon Repos, Berlin et Leipzig, 1905.
- Der Ritt ins Leben, Stuttgart et Berlin, 1906.
- Weiß und Rot, Berlin, 1910 (2e édition augmentée en 1920).
- Die Leibwache, Leipzig, 1914.
- Mein Herz, mein Land, Leipzig, 1915.

### Romans
- Der Fremde, Berlin, 1909.
- Meine Freundin Lo, Berlin, 1911.
- Das Glück, Berlin, 1913.
- Benkal, der Frauentröster, Leipzig, 1914.
- Trimpopp und Manasse, Leipzig, 1914.
- Aïssé, Leipzig, 1916.
- Die Mädchen, Berlin, 1920.
- Das Erbe am Rhein : Maria Capponi (Berlin, 1926), Blick auf die Vogesen (1927), Der Wolf in der Hürde (1931).
- Symphonie für Jazz, Berlin, 1929.
- Die Witwe Bosca, Berlin, 1933.
- Die Flaschenpost, Amsterdam, 1937.

### Essais
- Schreie auf dem Boulevard, Berlin, 1913.
- Die Genfer Reise, Berlin, 1918.
- Der neunte November, Berlin, 1919.
- Wir wollen nicht sterben, Munich, 1922.
- Die Grenze, Berlin, 1932. — Traduction française : La Frontière, Strasbourg, 2021.
- Himmlische Landschaft, Berlin, 1933.
- Liebe und Ärgernis des D.H. Lawrence, Amsterdam, 1935.
- Le Retour, in Les Œuvres libres, Paris, 1938. Réédition 2010 aux Editions bf, Strasbourg.

### Théâtre
- Hans im Schnakenloch, Leipzig, 1915 (nouvelle version en 1927).
- Am Glockenturm, Berlin, 1920.
- Die neuen Kerle, Berlin, 1920.

## Traductions françaises d'ouvrages de René Schickele
- Terre d’Europe, poèmes choisis et traduits par Gérard Pfister, postface d’Adrien Finck, Éditions Arfuyen, Paris, 1990.
- La Veuve Bosca, traduction de E. Alfandari-Botton revue et corrigée par Dominique Dubuy, préface de Thomas Mann traduite par Maxime Alexandre, Éditions Circé, Strasbourg, 1990.
- La Bouteille à la mer, traduit par Dominique Dubuy, Éditions Circé, 1996.
- Paysage du ciel, traduit par Irène Kuhn et Maryse Staiber, Éditions Arfuyen, 2010, Prix du patrimoine Nathan Katz 2009.
- Nous ne voulons pas mourir (Wir wollen nicht sterben), traduit par Charles Fichter, Éditions Arfuyen, 2019  (ISBN 978-2845902848)

## Pour approfondir